# Monthey (huyện)
Monthey là một huyện thuộc bang Valais ở Thụy Sĩ.
Huyện này có diện tích 255,1  km², dân số năm 2007 là 38.836 người.
Huyện này gồm các đô thị:
| Tên đô thị      | Dân số (12/2007) | Diện tích km² | BFS-Nr |
| --------------- | ---------------- | ------------- | ------ |
| Champéry        | 1263             | 39.0          | 6151   |
| Collombey-Muraz | 6578             | 29.8          | 6152   |
| Monthey         | 15'991           | 26.8          | 6153   |
| Port-Valais     | 2972             | 14.3          | 6154   |
| Saint-Gingolph  | 799              | 14.4          | 6155   |
| Troistorrents   | 4126             | 37.0          | 6156   |
| Val-d'Illiez    | 1629             | 39.3          | 6157   |
| Vionnaz         | 2076             | 21.0          | 6158   |
| Vouvry          | 3402             | 33.5          | 6159   |
| Total (9)       | 38'836           | 255.1         | 2308   |